# G-Wert (Radiologie)
Der G-Wert ist ein Maß für die Ausbeute einer strahlenchemischen Reaktion.

## Definition
Ursprünglich war der G-Wert als die mittlere Anzahl N der betrachteten Objekte (z. B. Moleküle), die durch eine übertragene Energie E von 100 eV gebildet, verbraucht oder verändert werden, definiert:
{\displaystyle G={\frac {N}{E}}}
G-Werte wurden dementsprechend in der Einheit (100 eV)−1 ausgedrückt:
{\displaystyle [G]={\frac {1}{100\;\mathrm {eV} }}=(100\;\mathrm {eV} )^{-1}}
Diese Festlegung hatte den praktischen Grund, dass so für die meisten Reaktionen Zahlenwerte unter 10 erhalten wurden.
Im Internationalen Einheitensystem (SI) wird stattdessen die strahlenchemische Ausbeute G verwendet. Das Größenzeichen G ist dasselbe, allerdings ist die strahlenchemische Ausbeute als Quotient der betrachteten (gebildeten, verbrauchten oder veränderten) Stoffmenge n und der übertragenen Energie E definiert:
{\displaystyle G={\frac {n}{E}}}
Das Einheitenzeichen lautet dementsprechend mol/J:
{\displaystyle [G]={\frac {\mathrm {mol} }{\mathrm {J} }}}
Der Umrechnungsfaktor zwischen Zahlenwerten für den G-Wert und für die strahlenchemische Ausbeute ergibt sich aus der Avogadro-Konstante NA
{\displaystyle N_{\mathrm {A} }={\frac {N}{n}}=6{,}022\;140\;76\cdot 10^{23}\;\mathrm {mol} ^{-1}} 
und der Beziehung
{\displaystyle 1\;\mathrm {eV} =1{,}602\;176\;634\cdot 10^{-19}\;\mathrm {J} } 
zu
{\displaystyle (100\;\mathrm {eV} )^{-1}={\frac {1}{100\;\mathrm {eV} }}\approx 1{,}04\cdot 10^{-7}\;{\frac {\mathrm {mol} }{\mathrm {J} }}=0{,}104\;{\frac {\mathrm {\mu mol} }{\mathrm {J} }}}.

## Beispiele
Bei der Radiolyse von reinem flüssigen Wasser durch γ- oder β−-Strahlung wird Wasserstoff (H2) mit einer typischen strahlenchemischen Ausbeute von G(H2) = 0,047 µmol/J gebildet. Aus diesem Wert ergibt sich beispielsweise, dass bei der Bestrahlung von 1 l Wasser (Masse m = 1 kg) mit einer Dosis von D = 1 Gy = 1 J/kg eine Wasserstoff-Stoffmenge von n(H2) = 0,047 µmol entsteht:
{\displaystyle n(\mathrm {H_{2}} )=m\cdot D\cdot G(\mathrm {H_{2}} )=1\;\mathrm {kg} \cdot 1\;{\frac {\mathrm {J} }{\mathrm {kg} }}\cdot 0{,}047\;{\frac {\mathrm {\mu mol} }{\mathrm {J} }}=0{,}047\;\mathrm {\mu mol} }
Gleichzeitig werden durch die Radiolyse Wassermoleküle verbraucht. Auch hierfür lässt sich eine strahlenchemischen Ausbeute angeben. Ein typischer Wert für reines flüssiges Wasser ist G(–H2O) = 0,43 µmol/J.
Bei Bestrahlung des besonders strahlungsempfindlichen Kunststoffs Polytetrafluorethylen (PTFE) werden bevorzugt die C-C-Bindungen der linearen Molekülketten gespalten, wodurch die mittlere Kettenlänge kürzer und die Festigkeit des Kunststoffs vermindert wird. Der G-Wert für solche Bindungsspaltungen beträgt 0,051 (100 eV)−1. Die entsprechende strahlenchemische Ausbeute beträgt G = 5,3 · 10−9 mol/J.